# Дремлюх В'ячеслав Анатолійович
В'ячесла́в Анато́лійович Дремлюх — солдат, Збройні сили України, учасник російсько-української війни.

## Біографія
Народився 23 вересня 1991 року в Бершаді. Навчався у Бершадській ЗОШ І — ІІІ ступенів № 3. Виростав в родині Анатолія Володимировича та Галини Іванівни Дремлюхів із сестрою.
Після закінчення школи вирішив вступити до лав Збройних Сил України, де проходив службу стрільцем-помічником гранатометника батальйону охорони військової частини.
Мобілізований в червні 2014-го, 7-й окремий полк армійської авіації.
29 серпня 2014 року загинув під час виходу з Іловайського котла «зеленим коридором» на дорозі біля села Новокатеринівка. 2 вересня 88 тіл українських вояків привезено до запорізького моргу. Упізнаний родичами та бойовими побратимами.
Вдома залишились мама, сестра, наречена. Похований в Бершаді 6 вересня 2014 року.

## Нагороди і вшанування
- За особисту мужність і героїзм, виявлені у захисті державного суверенітету та територіальної цілісності України, вірність військовій присязі під час російсько-української війни нагороджений орденом «За мужність» III ступеня (посмертно)[1]
- 29 грудня 2015 року Бершадська міська рада перейменувала вулицю Урицького на вулицю В'ячеслава Дремлюха.[2].
- Його портрет розміщений на меморіалі «Стіна пам'яті полеглих за Україну» у Києві: секція 3, ряд 4, місце 39
- Вшановується 29 серпня на щоденному ранковому церемоніалі вшанування українських захисників, які загинули цього дня у різні роки внаслідок російської збройної агресії[3]
- Іловайський Хрест (посмертно)
- на вулиці, де народився і виріс В'ячесла, і яку названо на його честь, відкрито пам'ятний знак (2016)
- в бершадській школі відкрито пам'ятну дошку його честі